# 인터시티 풋볼 리그
인터시티 풋볼 리그(중국어 정체자: 城市足球聯賽, 병음: Chéngshì zúqiú liánsài)는 2007년부터 2016년까지 운영되던 중화민국의 최상위 축구 리그이다.

## 역사
인터시티 풋볼 리그는 실업리그였던 엔터프라이즈 풋볼 리그를 대체하는 새로운 최상위 리그로서 2007년 창설되었다. 초기에 선수들은 축구단이 아닌 그들의 주거지 행정구역에 따라 팀으로 분류되었다. 중화민국 축구 협회는 인터시티 풋볼 리그의 창설을 통해 지역연고제를 뿌리 내리고 지방 정부 와 의회, 기업의 후원 체계를 도모하였다. 첫 시즌에는 각 행정구역의 장이 구단주의 역할을 했다.
2008년 중화민국 축구 협회는 행정구역단위가 아닌 팀에게도 참여를 허락하였다. 타이파워와 여러 대학 팀들이 참여하게 되었다.
2009년 중화민국 축구 협회는 새로운 리그 규정을 발표하였다. 각 팀은 하나의 행정구역 명에 관련된 이름을 가져야 하며, 2/3 이상의 선수가 각 행정구역에 연고를 가져야 한다. 승강제 방안 또한 발표되었다. 하지만 새 규정은 다음 시즌까지 이어지지 않았고, 2010 시즌에는 다시 2008년과 유사한 규정이 채택되었다.
2016시즌을 마지막으로 더는 대회가 열리지 않으며 타이완의 축구 1부리그 자리를 타이완 풋볼 프리미어리그에게 내주었다.

## 같이 보기
- 중화민국 축구 협회